# Клинок покаяння
Клинок покаяння (яп. 懺悔の刃, Zange no yaiba) — японський німий фільм 1927 року, режисера та сценариста Одзу Ясудзіро. Це перший фільм режисера Одзу та його єдина історична драма, а також перша з його численних спільних робіт зі сценаристом Кого Нода. Це втрачений фільм. Жодного сценарію, негативу чи відбитків не збереглося.

## Сюжет
Сакічі, який щойно вийшов на волю після п'яти років ув'язнення, розповідає своєму молодшому братові Ісімацу, що має намір зав'язати зі злочинністю, коли до них вривається їхній спільний знайомий Геншічі. Геншічі тікає від поліції, яких затримали під час крадіжки з проникненням. Сакічі та Ісімацу дозволяють йому сховатися з ними, але Сакічі переконує його відмовитися від злочинного життя. Геншічі глузливо сміється і зникає. Сакічі стає підмайстром у торговця рисом і своєю працьовитістю та чесністю завойовує довіру роботодавця. Ісімацу краде коштовну прикрасу для волосся в Ояе, доньки заможного торговця Сьодзаемона. Втікаючи від переслідування констебля Манабе, він випадково зустрічає на дорозі Сакічі. Без попередження він втискає прикрасу в руку Сакічі і тікає.
Манабе бачить прикрасу у Сакічі і збирається взяти його під варту, коли приходять Ояе та її супроводжуючий і кажуть йому, що Сакічі не злодій. Манабе відпускає Сакічі, але розпитує його про Ісімацу. Сакічі заперечує, що знає про місцезнаходження Ісімацу. Тоді Манабе розкриває кримінальне минуле Сакічі, через що його звільняють з роботи. У відчаї він починає пити.
Ісімацу нарешті вирішує виправитися і пропонує Сакічі повернутися разом до рідного села, але розчарований Сакічі каже, що суспільство не дозволить людині з кримінальним минулим почати все з чистого аркуша, бо не повірить, що він змінився по-справжньому. Братів Ісімацу та Сакічі знову переслідує поліція. Брати розділяються, після чого Сакічі допомагає Ояе, яка переховує його в офісі свого батька. Наступного ранку Сакічі чує звук грошей, які рахують у сусідній кімнаті. У сомнамбулічному трансі він викрадає касу. Батько Ояе утримується від засудження його як злодія і навіть дає йому більше грошей, щоб той міг почати нове життя. Сакічі повертається додому і збирає речі, щоб повернутися до рідного села, коли приходить Геншічі і вимагає свою частку грошей. Після бійки Геншічі тікає. Випадково зустрівши Ісімацу він нападає на нього. Тяжко поранений Ісімацу добирається до будинку Сакічі, який вже оточений загоном констеблів на чолі з Манабе. Сакічі з боєм пробивається до будинку, де переховується Геншічі, вбиває Геншічі, звільняє Ояе, яку викрав Геншічі, і повертає її батькові, своєму благодійникові. Ісімацу помирає, а Сакічі залишається у відчаї роздумувати над вибором: померти самому чи повернутися до злочинного життя.

## Зв'язок з американськими фільмами
Сюжет фільму було коротко описано в японському кіножурналі Кінема Дзюмпо (яп. キネマ旬報) (1 жовтня 1927 року). Рецензія на фільм у тому ж журналі (21 листопада 1927 року) вказує на те, що він значною мірою завдячує своїм сюжетом американським фільмам, зокрема «Поштовх / Kick In» (режисера Джорджа Фіцморіса у двох версіях, 1917 та 1922 років; та «Знедолені» (1917 року, режисера Френка Ллойда). Обидві статті з Кінема Дзюмпо передруковані у збірці творів Одзу Ясудзіро.

## У ролях
- Сабуро Азума — Кісаразу но Сакічі
- Кунімацу Огава — Кінезумі но Ісімацу (молодший брат Сакічі)
- Канджі Кавара — Кацуджуро Манабе (констебль)
- Сьоічі Нодера — Ямасірой Сьодзаемон
- Ейко Ацумі — Ояе (донька Сьодзаемона)
- Міяко Ханаягі — Отацу (медсестра О-яе)
- Хацуко Конамі — Омацу
- Рейкічі Кавамура — Курікара но Геншічі

## Фільмування
Виробництво та розповсюдження фільму здійснювалось Shochiku Cinema.
Фільм став першою роботою Озу після того, як його підвищили з асистента режисера до режисера у серпні 1927 року. На сьогодні не збереглося ні сценарію, ні копій. Першу сцену фільму зняв Торадзіро Сайто, оскільки Озу призвали на військову службу ще до завершення зйомок. Озу казав, що це було завдання, яке йому не дуже подобалося: старовинні фільми вважалися менш престижними, ніж сучасні, а у нього був власний сценарій, який він хотів екранізувати. Він бачив завершений фільм лише один раз, на прем'єрі, і він не здавався йому справді його роботою.

## Цікаві факти
Виконавець головної ролі, Азума Сабуро (яп. 吾妻三郎は), був схожий на популярного на той час Цумасабуро Бандо (яп. 阪東 妻三郎) і ніхто не читав його ім'я як Азума (яп. あづま), а читали як «Вазума Цумасабуро». Через зовнішню схожість та ім'я Цумасабуро багато глядачів які прийшли дивитись фільм були введені в оману.